# Полонид натрия
Полонид натрия — бинарное неорганическое соединение полония и натрия с формулой Na2Po.

## Получение
- Сплавление стехиометрических количеств чистых веществ[3]:

{\displaystyle {\mathsf {Po+2Na\ {\xrightarrow {T}}\ Na_{2}Po}}}
- Реакция полония с расплавленным едким натром:

{\displaystyle {\mathsf {3Po+6NaOH\ {\xrightarrow {T}}\ 2Na_{2}Po+Na_{2}PoO_{3}+3H_{2}O}}}

## Физические свойства
Полонид натрия образует серые кристаллы кубической сингонии, пространственная группа F m3m, параметры ячейки a = 0,7473 нм, Z = 4, структура типа фторида кальция.